# Maktum I bin Butti bin Suhail
Maktum I bin Butti bin Suhail (in arabo مكتوم بن بطي‎?; ... – 1852), è stato emiro di Dubai dal 1833 al 1852. Con Obeid bin Said bin Rashid guidò una migrazione della sua tribù da Abu Dhabi. Firmò il secondo trattato stipulato tra gli inglesi e i sovrani degli Stati della Tregua che, tra le altre cose, aboliva il commercio degli schiavi.

## Migrazione
L'insediamento di Dubai aveva in precedenza reso omaggio ai Banu Yas di Abu Dhabi. Nel 1820, quando venne firmato il trattato marittimo generale tra gli sceicchi della costa sud-orientale del golfo Persico e gli inglesi, era governato da un reggente. Il reggente, Sa'id bin Saif bin Zaal, firmò a nome di suo nipote, lo sceicco Mohammed bin Hazza Al Zaal, che all'epoca era minorenne. Mohammed rimase capo di Dubai fino all'arrivo degli Al Bu Falasah nel 1833, quando aveva 23 anni.
La migrazione di circa 800 membri della Casa di Al Bu Falasah fu provocata da un colpo di Stato che rimosse Tahnun bin Shakhbut Al Nahyan dalla guida dell'emirato di Abu Dhabi e della tribù Banu Yas. Una sottosezione della tribù, gli Al Bu Falasah, non era d'accordo con il nuovo sovrano, lo sceicco Khalifa bin Shakhbut Al Nahyan, e si spostarono a nord, verso Dubai, che all'epoca consisteva in un insediamento di circa 250 case ad Al Shindagha e dal forte di Al Fahidi, dall'altra parte dell'ingresso di Ghubaiba. La migrazione fu un'impresa ardua e si svolse per diverso tempo durante e dopo la stagione perlacea di quell'anno che in genere va da maggio a novembre.

## Regno
Avendo fondato gli Al Bu Falasah di Dubai, Maktoum procedette a consolidare la sua posizione, subentrando completamente quando Obeid bin Said bin Rashid morì di vecchiaia nel 1836. L'insediamento si espanse, con il porto naturale nell'area vicino al forte di Al Fahidi che forniva un molo per le navi commerciali e le imbarcazioni degli addetti alla raccolta di perle. Dubai era situata tra le confederazioni tribali rivali dei Banu Yas di Abu Dhabi a sud e degli al-Qasimi di Sharja e Ras al-Khaima a nord e beneficiava della sua posizione tra i due, cercando buoni rapporti con gli inglesi.
Durante questo periodo, l'interno della Costa della Tregua era in costante conflitto con le tribù che attaccavano i villaggi e gli insediamenti costieri. Vi erano inoltre conflitti tra le comunità costiere. Nel 1843 Maktoum perse un occhio in un conflitto con i beduini Ghafalah.
Nel 1847 firmò con gli inglesi l'impegno per vietare l'esportazione di schiavi dall'Africa a bordo di navi che appartenevano al Bahrein e agli Stati della Tregua e per consentire il diritto alla ricerca nell'aprile-maggio del 1847.
Morì di vaiolo in mare, mentre si stava recando da Mascate a Qeshm.